# أل واشنطن
أل واشنطن (بالإنجليزية: Al Washington)‏ هو لاعب كرة قدم أمريكية أمريكي، ولد في 25 سبتمبر 1958 في إيري في الولايات المتحدة.

## وصلات خارجية
- أل واشنطن على موقع مرجع كرة القدم المحترفة.كوم (الإنجليزية)